# Campionato europeo femminile di pallacanestro Under-16 2022
Il Campionato europeo femminile di pallacanestro Under-16 2022 (noto anche come FIBA EuroBasket Women Under-16 2022) si è svolto in Portogallo, a Matosinhos.

## Classifica finale
| Campione d'Europa | Campione d'Europa | Campione d'Europa |
| ----------------- | ----------------- | ----------------- |
| Francia           |                   |                   |
| Argento           | Spagna            |                   |
| Bronzo            | Croazia           |                   |
| 4.                | Portogallo        |                   |
| 5.                | Ungheria          |                   |
| 6.                | Grecia            |                   |
| 7.                | Belgio            |                   |
| 8.                | Italia            |                   |
| 9.                | Lettonia          |                   |
| 10.               | Polonia           |                   |
| 11.               | Slovenia          |                   |
| 12.               | Rep. Ceca         |                   |
| 13.               | Finlandia         |                   |
| 14.               | Germania          |                   |
| 15.               | Lituania          |                   |
| 16.               | Danimarca         |                   |